# Brasilianische Kaiserkrone

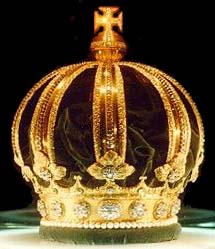
Brasilianische Kaiserkrone

Die Krone des Kaiserreichs Brasilien (portugiesisch Coroa do Império do Brasil), auch bekannt als Krone Dom Pedro II., wurde zur Krönung des Kaisers von Brasilien, Pedro II. von dem Goldschmied Carlos Martin in Rio de Janeiro angefertigt.

## Geschichte
Sie wurde am 8. Juli 1841 der Öffentlichkeit vorgestellt, kurz bevor am 18. Juli desselben Jahres die Krönung stattfand.
Die Krone besteht aus Gold, hat acht Kronenbügel, die sich in der Mitte vereinigen und einen Reichsapfel tragen, dessen Kreuz mit Diamanten besetzt ist. Im Innern der Krone befindet sich eine dunkelgrüne Samthaube. Die Krone ist mit 639 Edelsteinen, hauptsächlich Diamanten, und 77 Perlen besetzt, hat einen Durchmesser von 205 mm, eine Höhe von 310 mm und wiegt 1955 g.
Nach der Abschaffung der Monarchie 1889 wurde die Krone mitsamt den anderen Kronjuwelen unter Verschluss gehalten. Seit 1943 ist sie im Kaiserpalast, dem heutigen Kaiserlichen Museum Brasiliens in Petrópolis, ausgestellt.